# Eupithecia karnaliensis
Eupitecia karnaliensis es una especie de polilla de la familia Geometridae. La especie fue descrita por primera vez por Hiroshi Inoue habiendo sido descrita en 2000, con distribución en Afganistán, las grandes montañas del Himalaya occidental (Territorio de Jammu y Cachemira), Nepal y probablemente en Tíbet, en altitudes entre 2200 a 3200 metros (7217,8 a 10 498,7 pies). El holotipo de la especie fue descrita en el sector Jillya del Distrito de Jumla a 2690 metros (8825,5 pies) de altitud. Sus características morfológicas la ubican en el complejo de especies de la Eupithecia propagata junto a otras especies del Sudeste Asiático. 